# Ochrana knihovního fondu

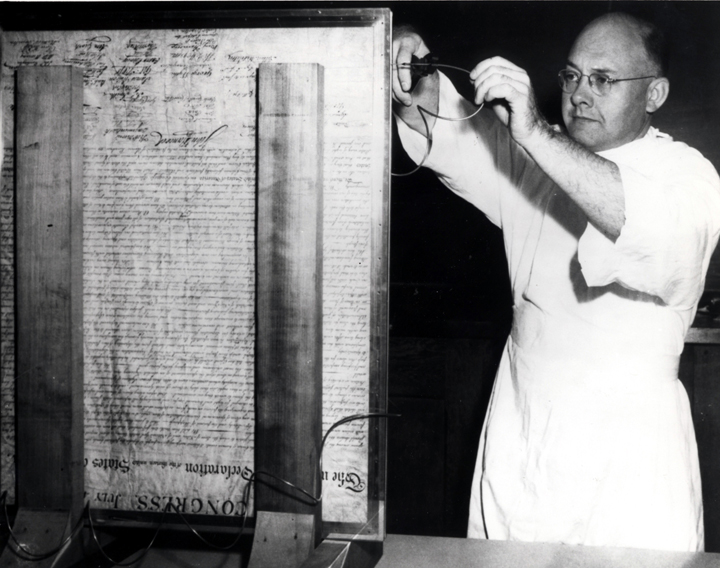
Národní institut standardů a technologie uchovává deklaraci nezávislosti USA z roku 1951

Ochrana knihovního fondu v knihovnách představuje soubor preventivních opatření, jejichž cílem je prodloužit životnost knihovních dokumentů a minimalizovat potřebu přímých zásahů. Tato ochrana zahrnuje sledování fyzického stavu fondů, zajištění stabilního klimatu ve skladech, tvorbu krizových plánů pro mimořádné situace, digitalizaci a popis dokumentů metadaty, ale také podporu jejich dostupnosti pro uživatele. Tyto činnosti vykonávají v knihovnách specializovaní pracovníci, jako jsou knihovníci nebo konzervátoři, kteří hodnotí, kdy je nutné zasáhnout do konkrétní části fondu.
Je důležité rozlišovat mezi ochranou, která má preventivní charakter, a konzervací či restaurováním, které se zaměřují na fyzické ošetření jednotlivých knih s cílem zpomalit jejich degradaci nebo je navrátit do funkčního stavu. Výraz „preventivní konzervace“ se v knihovnickém kontextu často používá jako synonymum pro ochranu knihovního fondu.

## Historie
Ochrana knihovního fondu v knihovnách a archivech pochází z 20. století, ale její filozofie a praxe mají kořeny v mnoha starších tradicích.

### Významné události
- 1933: William Barrow zavedl oblast konzervace v souvislosti s odkyselováním dřevoviny, když publikoval studii o problému kyselého papíru. Ve svých pozdějších výzkumech testoval papír z amerických knih vydaných mezi lety 1900 a 1949 a zjistil, že po čtyřiceti letech ztratily knihy v průměru 96 % své původní pevnosti; již po méně než deseti letech to bylo 64 %. Barrow určil, že za toto rychlé zhoršování nemůže samotné použití vláken z dřevoviny, protože i hadrové papíry z tohoto období stárly rychle, ale hlavní příčinou byla zbytková kyselina sírová obsažená jak v hadrových, tak dřevovinových papírech.[4]
- 1966: Povodeň řeky Arno ve Florencii, Itálie, poškodila nebo zničila miliony vzácných knih a vedla k rozvoji restaurátorských laboratoří a nových metod v oblasti konzervace. Klíčovou roli v tomto procesu sehrál konzervátor Peter Waters, který vedl skupinu dobrovolníků, jež pomáhala při obnově tisíců knih a dokumentů. Tato událost otevřela oči mnoha historikům, knihovníkům a dalším odborníkům a zdůraznila nutnost mít připravený plán ochrany fondů. Zároveň se stala impulzem pro obnovu profesí zaměřených na konzervaci a restaurování po celém světě.[5]

## Situace v České republice
Ochrana knihovních fondů v České republice je upravena tzv. knihovním zákonem z roku 2001, který stanovuje právní rámec pro fungování knihoven a poskytování veřejných knihovnických a informačních služeb. Podle § 18 je provozovatel knihovny povinen zajistit ochranu knihovního fondu před odcizením, poškozením a zejména před nepříznivými vlivy prostředí. Provozovatel taktéž zodpovídá za restaurování knihovních dokumentů nebo převod dokumentů na jiné nosiče za účelem jejich dlouhodobého uchování.

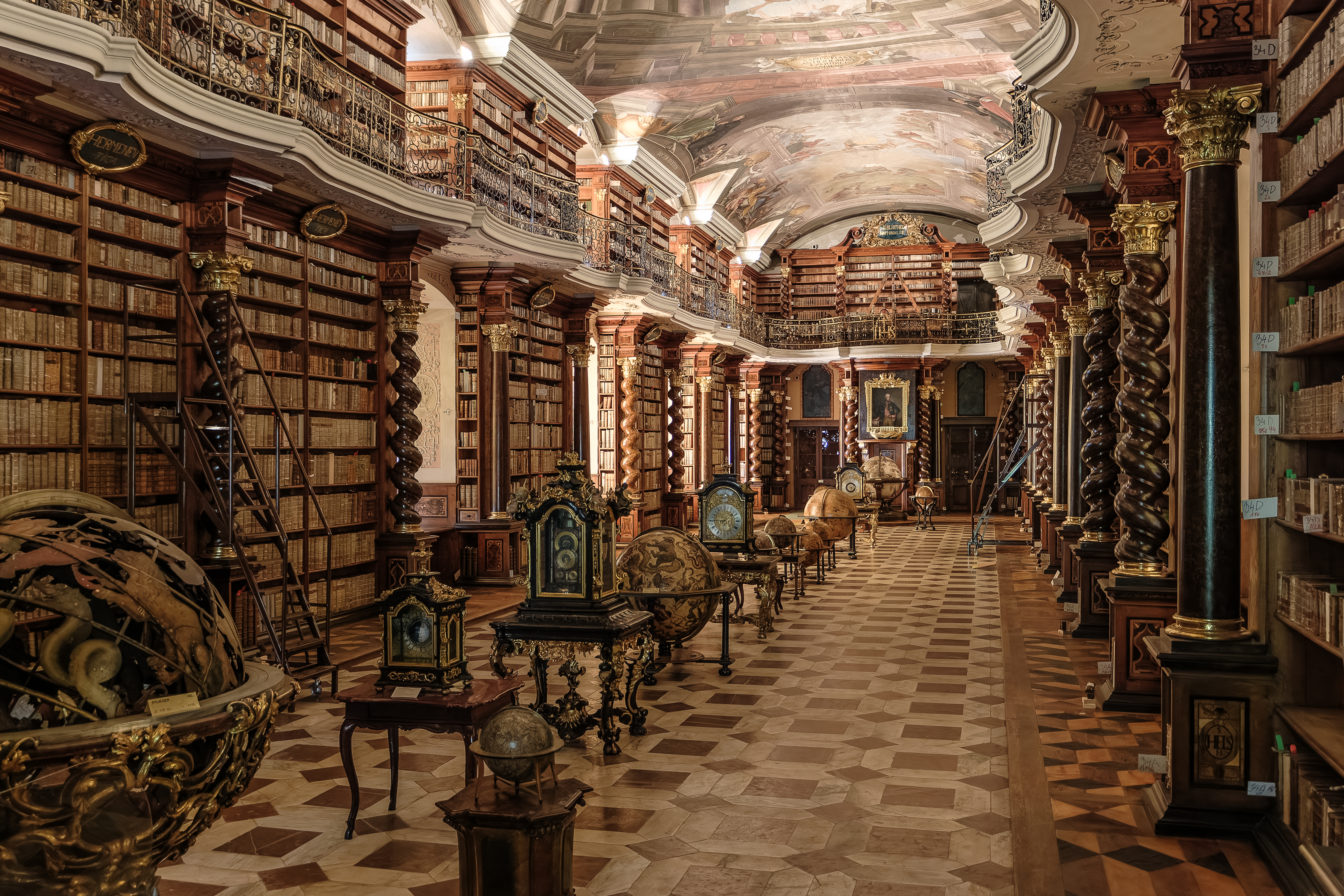
Barokní knihovní sál v Klementinu

Metodickou činnost v oblasti péče a záchrany knihovních fondů pro síť českých knihoven poskytuje Národní knihovna ČR. Odbor ochrany knihovních fondů NK ČR vytváří metodické pomůcky, postupy či certifikované metodiky. Odbor také zaštiťuje grantový podprogram Národní program ochrany knihovních fondů (VISK 4), který je součástí programu Ministerstva kultury ČR Veřejné informační služby knihoven (VISK). Prostřednictvím grantového podprogramu VISK 4 mohou veřejné knihovny žádat o finanční podporu určenou na ochranu, dlouhodobé uchování a zpřístupnění vzácných dokumentů knihoven a dalších sbírek, které jsou součástí národního kulturního dědictví.

## Základy ochrany

### Standardní funkce ochrany
- Řízení rizik ve sbírkách představuje preventivní péči o sbírku jako celek.
- Ochrana může zahrnovat obecné činnosti ochrany sbírkových předmětů, jako je zabezpečení, monitorování prostředí a specializovanější aktivity.
- Nouzové řízení znamená přípravu potřebných zdrojů a plánování nejvhodnějšího postupu k prevenci nebo minimalizaci škod na sbírce v případě katastrofy jakéhokoliv rozsahu, ať už přírodní, nebo způsobené člověkem.
- Dlouhodobá ochrana digitálních dokumentů je údržba digitálně uložených informací. Mezi prostředky dlouhodobé ochrany digitálních dokumentů patří obnovení, migrace, replikace a emulace. To by nemělo být zaměňováno s digitalizací, což je proces vytváření digitálních kopií, které pak samy vyžadují digitální ochranu.
- Reformátování je postup, při kterém se vytvářejí kopie objektu na jiném typu nosiče dat. Mezi procesy reformátování patří například mikrofilmování a digitalizace.

## Praktiky
Při provádění ochrany knihovního fondu je třeba vzít v úvahu několik faktorů, aby bylo možné správně uchovat dokument:
1. prostředí pro ochranu dokumentů;
2. kritéria pro určení potřeby ochrany dokumentů;
3. standardní postupy ochrany platné pro danou instituci;
4. výzkum a testování;
5. využití externích služeb pro další ochranu.

### Prostředí
Pro zachování organických materiálů je nezbytné zajistit vhodné řízení prostředí, což je zvláště důležité při správě vzácných a speciálních sbírek. Klíčovými faktory, které je třeba sledovat, jsou teplota, relativní vlhkost vzduchu, škůdci, znečišťující látky a vystavení světlu.
Obecně platí, že čím nižší je teplota, tím lepší je to pro sbírky. Vzhledem k tomu, že knihy a další materiály jsou často uchovávány v prostorách s přítomností osob, je nutné nalézt kompromis mezi optimálním prostředím pro sbírky a komfortem lidí. Za rozumnou teplotu, která splňuje obě potřeby, se považuje 18–20 °C (65–68 °F), pokud je to možné, sbírky filmů a fotografií by měly být uchovávány odděleně při teplotě kolem 13 °C (55 °F).
Knihy a jiné materiály absorbují a uvolňují vlhkost, a proto jsou citlivé na relativní vlhkost vzduchu. Velmi vysoká vlhkost podporuje růst plísní a výskyt hmyzu, zatímco nízká vlhkost způsobuje křehnutí materiálů. Výkyvy v relativní vlhkosti jsou škodlivější než její stabilní udržování v nižším nebo středním rozsahu. Obecně by relativní vlhkost měla být mezi 30–50 % s co nejmenšími výkyvy. Doporučené konkrétní hodnoty se však mohou lišit podle typu materiálu, například u papírových dokumentů, filmů apod. Existuje i specializovaná kalkulačka rosných bodů pro ochranu knih.

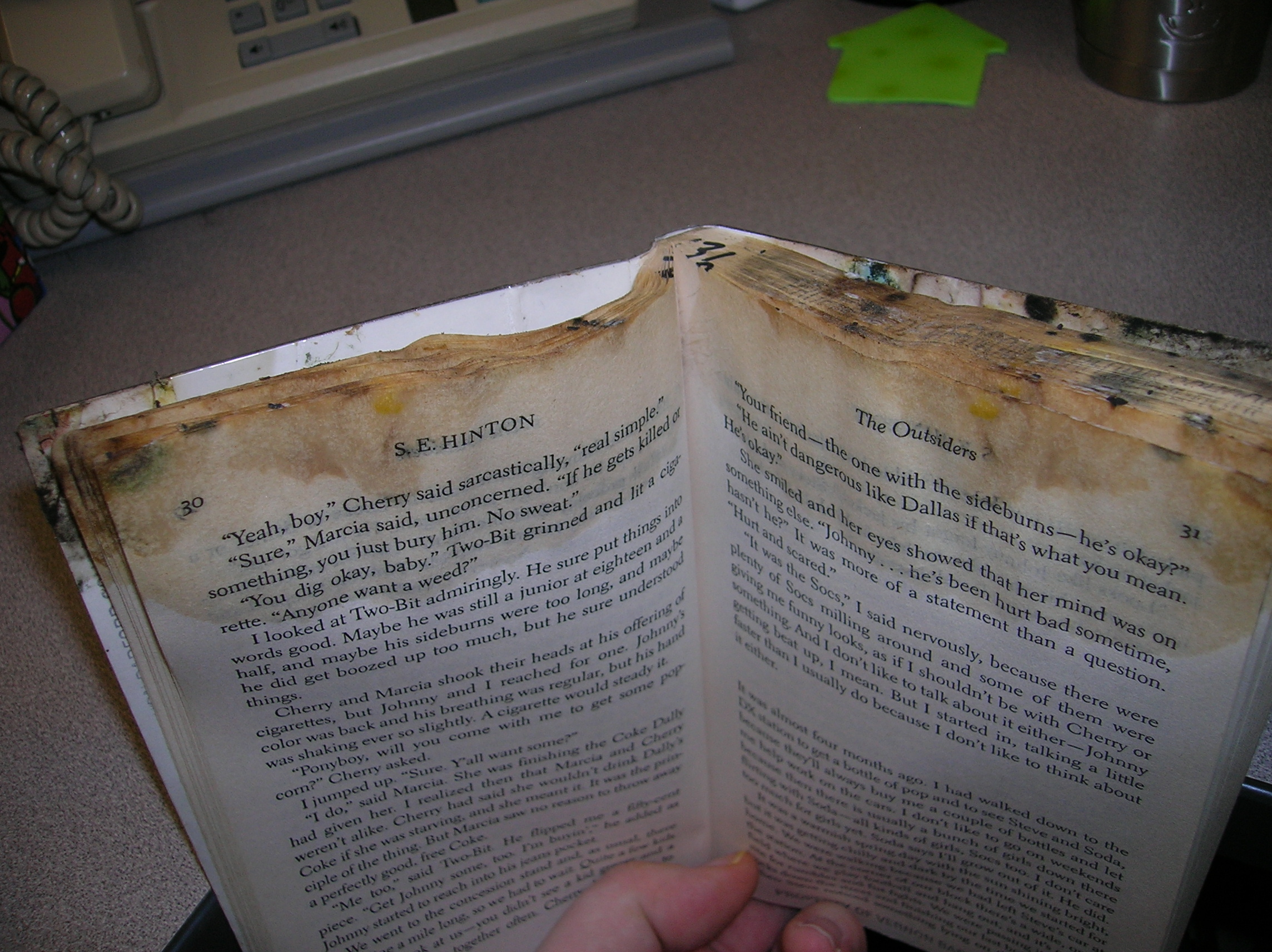
Poškození knihy způsobené blízkostí banánu v uzavřeném batohu.

Škůdci, jako jsou hmyz a hlodavci, požírají a ničí papír a lepidla, která drží knižní vazby pohromadě. Přítomnost jídla a nápojů v knihovnách, archivech a muzeích zvyšuje přitažlivost škůdců. Integrovaná ochrana proti škůdcům je jedním ze způsobů, jak škůdce v knihovnách účinně kontrolovat.
Prachové a plynné znečišťující látky, jako je saze, ozon, oxid siřičitý, oxidy dusíku, mohou způsobit usazování prachu, znečištění povrchu a nevratné molekulární poškození materiálů. Znečišťující látky jsou extrémně malé, obtížně zjistitelné a těžko odstranitelné. Účinnou obranou může být speciální filtrační systém v rámci systému HVAC (vytápění, větrání a klimatizace) budovy.
Vystavení světlu má také výrazný vliv na stav materiálů. Škody nezpůsobuje pouze světlo viditelné lidským okem, ale také ultrafialové záření a infračervené záření. Intenzita osvětlení se měří v luxech, tedy v lumenech na metr čtvereční. Obecně přijímaná úroveň osvětlení pro citlivé materiály je omezena na 50 luxů za den. Materiály, které jsou vystaveny vyšší intenzitě světla, než je doporučeno, lze pravidelně ukládat do tmavého prostředí, aby se prodloužila jejich původní podoba.

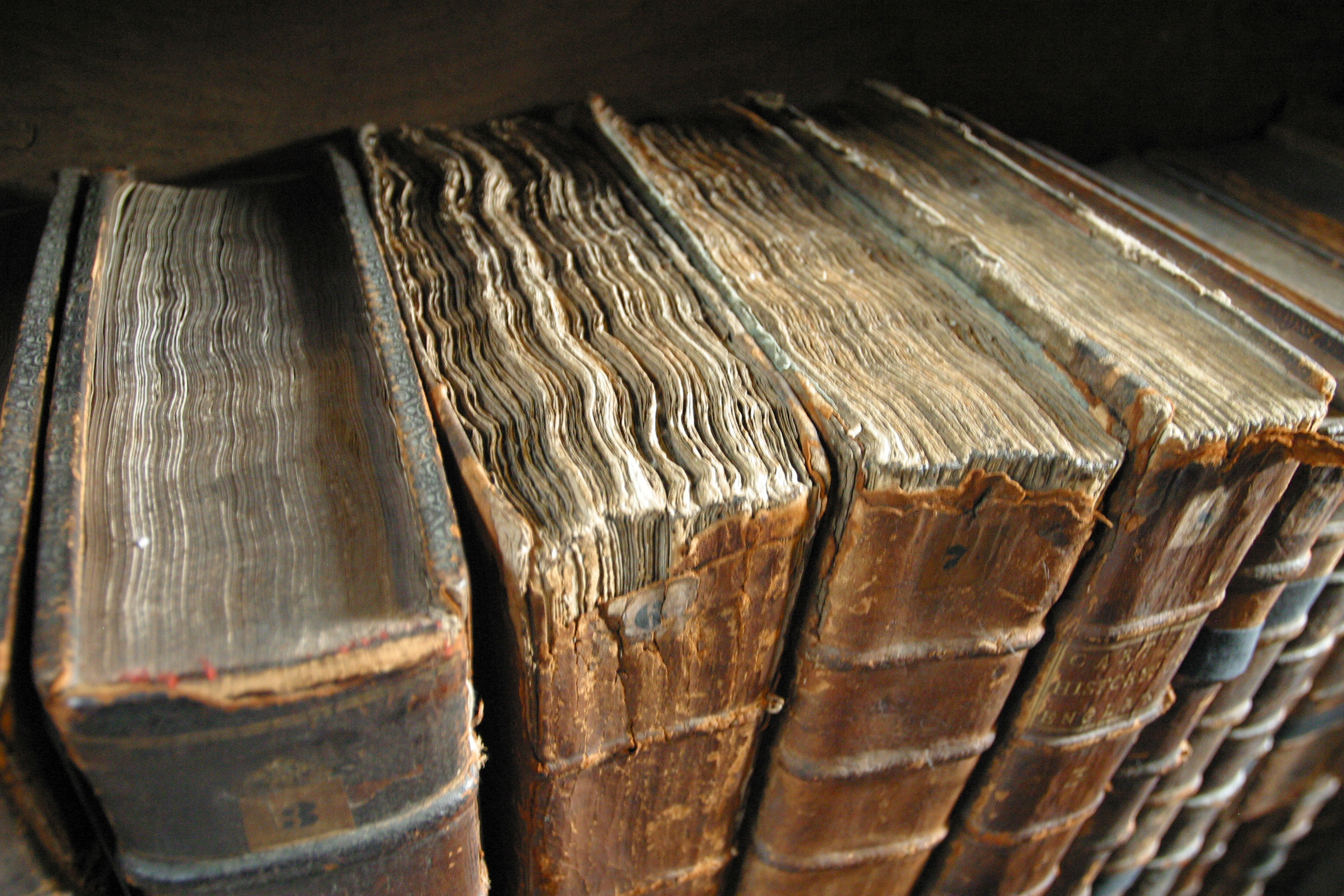
Opotřebené svazky v knihovně Merton College, Oxford.

Vázané materiály jsou citlivé na rychlé změny teploty nebo relativní vlhkosti vzduchu kvůli rozdílné roztažnosti vazby a stránek, což může vést k praskání vazby nebo deformaci stránek. Změny teploty a vlhkosti by měly probíhat pomalu, aby se minimalizovaly rozdíly v rychlostech roztažnosti jednotlivých částí.
Křehké, cenné, knihy neobvyklého tvaru nebo ty, které vyžadují zvláštní ochranu, je nejlepší ukládat do archivních krabic a ochranných obalů. Uložení knih do ochranných obalů je účinnou ochranou proti mnoha faktorům poškození, jako jsou škůdci, světlo, teplotní změny a voda.

### Kritéria pro určení potřeby ochrany
Správné rozhodování je klíčovým faktorem před zahájením řízení o ochraně. Rozhodování by mělo probíhat s ohledem na význam a hodnotu materiálů. Význam se obvykle skládá ze dvou hlavních složek: důležitost a kvalita. „Důležitost“ se vztahuje k roli sbírky jako dokumentu, zatímco „kvalita“ zahrnuje úplnost, hloubku, jedinečnost, autenticitu a pověst sbírky. Analýza významu materiálů navíc umožňuje hlubší porozumění jejich smyslu. Hodnocení významu také pomáhá dokumentovat původ a kontext, což může být rozhodujícím faktorem při získávání grantového financování na ochranu jednotlivých objektů či celých sbírek.
Formy významu mohou být historické, kulturní, společenské nebo duchovní. V kontextu ochrany, knihovny a archivy přijímají rozhodnutí různými způsoby. V knihovnách se rozhodování obvykle zaměřuje na již existující sbírky, zatímco v archivech se rozhodnutí často činí v okamžiku získání materiálů. Proto může být při různých situacích zapotřebí různá kritéria.
Archivní kritéria zahrnují následující body:
1. charakteristiky záznamu (účel, původce atd.);
2. kvalitu informací obsažených v záznamu;
3. záznam v kontextu (zda je součástí série či nikoliv);
4. potenciální využití a možná omezení;
5. náklady ve srovnání s přínosy existence daného záznamu.[16]

Pro archivní kritéria platí, že důkazy významu zahrnují:
1. jedinečnost;
2. nenahraditelnost;
3. vysokou míru dopadu – v čase nebo prostoru;
4. vysokou míru vlivu;
5. reprezentativnost určitého typu;
6. srovnávací hodnotu (vzácnost, úplnost, integritu ve vztahu k jiným obdobným objektům).[18]

### Standardní postupy ochrany
Od 70. let 20. století uvádí Northeast Document Conservation Center, že studium potřeb archivů a knihoven je zásadní pro jejich přežití. Pro prodloužení životnosti sbírky je nezbytné mít zavedený systematický plán ochtany. Prvním krokem při plánování je posouzení stávajících potřeb instituce v oblasti ochrany. Tento proces zahrnuje identifikaci obecných a specifických potřeb sbírky, stanovení priorit a shromáždění potřebných zdrojů k realizaci plánu.
Vzhledem k omezeným rozpočtovým a časovým možnostem je nutné stanovit priority, a proto byly v rámci oboru vytvořeny standardy určující, co by mělo být chráněno. Při rozhodování se zohledňuje stávající stav materiálů, jejich vzácnost, důkazní hodnota a tržní hodnota. U nepapírových formátů hraje roli také dostupnost zařízení pro zpřístupnění informací (například přehrávací zařízení pro audiovizuální materiály nebo čtecí přístroje pro mikroformáty). Instituce by měla zjistit, kolik jiných institucí daný materiál vlastní, a zvážit možnost koordinace s nimi.
Instituce by měly vytvořit prostředí, které klade důraz na ochranu, a zajistit porozumění této prioritě mezi administrativou i zaměstnanci. Zároveň by měly svůj závazek k ochraně kulturního dědictví komunikovat poskytovatelům finančních prostředků a dalším zainteresovaným stranám, aby mohly být na tyto aktivity vyčleněny odpovídající finance. Podle doporučení NEDCC by první kroky instituce měly zahrnovat vytvoření politiky, která definuje a stanoví směr dalšího postupu, a vybudování rámce pro realizaci stanovených cílů a priorit.
Existují tři metody provádění průzkumu uchovávání: obecné hodnocení stavu ochrany, průzkumy stavu sbírek a podrobný průzkum jednotlivých položek. Obecné hodnocení stavu sbírek může být součástí inventarizace knihovního fondu.
Výběr k ošetření určuje přežití materiálů a měl by být prováděn odborníkem. Jakmile je objekt nebo sbírka vybrána k ochraně, je třeba stanovit nejvhodnější způsob ošetření. Pokud je nejdůležitější samotná informace, je pravděpodobnou volbou přeformátování nebo vytvoření náhradního záznamu. Pokud má hodnotu samotný dokument, přistupuje se k jeho konzervátorskému ošetření, ideálně takovému, které je vratné.

### Výzkum a testování
Se stárnutím tradičních médií, a s příchodem nových médií zůstává výzkum v oblasti konzervace a ochary aktivní. Studenti a odborníci v archivech a knihovnách se zabývají vším od metod ochrany papírových médií až po vytváření a správu elektronických zdrojů a hodnocení jejich digitální trvanlivosti. Dvěma hlavními problémy, kterým většina institucí čelí, jsou rychlá degradace kyselého papíru a poškození vodou (způsobené například povodněmi nebo problémy s vodovodním potrubím).
American Library Association vydává řadu odborných časopisů, které publikují články na téma ochrany, jako například College and Research Libraries, Information Technology and Libraries a Library Resources and Technical Services. Mezi další odborné periodika v této oblasti, vydávané jinými nakladateli, patří International Preservation News, Journal of the American Institute for Conservation a Collection Management, spolu s mnoha dalšími.